# Gà Okê
Gà Okê hay tên gọi khác là gà đen là một giống gà bản địa Việt Nam có từ hàng trăm năm tại các huyện biên giới Bắc Hà, Mường Khương, Văn Bàn, Than Uyên, Bát Xát thuộc tỉnh Cao Bằng, miền Bắc Việt Nam.

## Ngoại hình
Màu lông chủ yếu là vàng đất, một số ít có màu đen tuyền hoặc màu hoa mơ. Da, tích, mỏ, dái tai màu đen; chân chì. Phần lớn quần thể gà có mào đơn với 4 - 5 răng cưa, số rất ít mào nụ. Năng suất của gà với khối lượng của gà đạt 30-32 gram/con lúc mới nở; khi trưởng thành đạt 1,2 kg/con đối với con mái và 2,5 kg/con đối với con trống.
Gà có tuổi đẻ lúc 110 ngày tuổi, năng suất trứng khi nuôi tự nhiên đạt 20 - 30 quả/mái/năm, trọng lượng trứng đạt 45 gram/quả. Chất lượng sản phẩm thì gà có thịt, mỡ, xương, nội tang đen do cáo hàm lượng glutamix cao được dùng làm thực phẩm (thuốc) bồi bổ sức khỏe cho con người; tỷ lệ mỡ rất thấp.